# Celostátní soutěž 1953/1954
Celostátní soutěž 1953/1954 byla 1. ročníkem československé druhé nejvyšší hokejové soutěže.

## Systém soutěže
Soutěže se účastnilo 16 týmů rozdělených do čtyř skupin po 4. Ve skupině se utkaly týmy dvoukolově každý s každým (celkem 6 kol). Vítězové skupin postoupili do finálové skupiny, ze které vítěz postoupil do kvalifikace o nejvyšší soutěž. Do nejvyšší soutěže postoupil pouze vítěz kvalifikace.
Vzhledem k rozšířeni soutěže nikdo nesestupoval.

## Základní část

### Skupina A
| Poř. | Tým                                      | Z | V | R | P | VG | OG | B  |
| ---- | ---------------------------------------- | - | - | - | - | -- | -- | -- |
| 1.   | Ústredný dom Červenej hviezdy Bratislava | 5 | 5 | 0 | 0 | 34 | 17 | 10 |
| 2.   | DŠO Iskra Slovena Žilina                 | 6 | 1 | 1 | 3 | 18 | 25 | 3  |
| 3.   | DŠO Slovan Vysoké Tatry                  | 4 | 1 | 1 | 2 | 19 | 28 | 3  |
| 4.   | DŠO Tatran Prešov                        | 4 | 1 | 0 | 3 | 16 | 17 | 1  |

### Skupina B
| Poř. | Tým                      | Z | V | R | P | VG | OG | B  |
| ---- | ------------------------ | - | - | - | - | -- | -- | -- |
| 1.   | DSO Tatran Prostějov     | 6 | 6 | 0 | 0 | 45 | 16 | 12 |
| 2.   | DSO Slavoj Opava         | 6 | 3 | 0 | 3 | 34 | 39 | 6  |
| 3.   | DSO Sokol Velká Bystřice | 6 | 2 | 0 | 4 | 26 | 28 | 4  |
| 4.   | DSO Jiskra Staré Město   | 6 | 1 | 0 | 5 | 20 | 42 | 2  |

### Skupina C
| Poř. | Tým                             | Z | V | R | P | VG | OG | B |
| ---- | ------------------------------- | - | - | - | - | -- | -- | - |
| 1.   | DSO Spartak Mladá Boleslav AZNP | 6 | 4 | 0 | 2 | 31 | 17 | 8 |
| 2.   | DSO Jiskra Havlíčkův Brod       | 6 | 3 | 1 | 2 | 21 | 21 | 7 |
| 3.   | DSO Spartak Hradec Králové      | 6 | 3 | 0 | 3 | 27 | 25 | 6 |
| 4.   | DSO Jiskra Kolora Liberec       | 6 | 1 | 1 | 4 | 16 | 32 | 3 |

### Skupina D
| Poř. | Tým                               | Z | V | R | P | VG | OG | B  |
| ---- | --------------------------------- | - | - | - | - | -- | -- | -- |
| 1.   | DSO Baník Kladno SONP             | 6 | 5 | 0 | 1 | 33 | 20 | 10 |
| 2.   | Posádkový dům armády Karlovy Vary | 6 | 3 | 1 | 2 | 33 | 25 | 7  |
| 3.   | DSO Spartak Ústí nad Labem        | 6 | 2 | 1 | 3 | 25 | 30 | 5  |
| 4.   | DSO Spartak Holoubkov             | 6 | 1 | 0 | 5 | 16 | 32 | 2  |

### Finálová skupina
| Poř. | Tým                                      | Z | V | R | P | VG | OG | B |
| ---- | ---------------------------------------- | - | - | - | - | -- | -- | - |
| 1.   | DSO Spartak Mladá Boleslav AZNP          | 3 | 3 | 0 | 0 | 14 | 6  | 6 |
| 2.   | DSO Tatran Prostějov                     | 3 | 2 | 0 | 1 | 17 | 10 | 4 |
| 3.   | DSO Baník Kladno SONP                    | 3 | 1 | 0 | 2 | 11 | 12 | 2 |
| 4.   | Ústredný dom Červenej hviezdy Bratislava | 3 | 0 | 0 | 3 | 9  | 23 | 0 |

Tým DSO Spartak Mladá Boleslav AZNP postoupil do kvalifikace o nejvyšší soutěž proti vítězi skupiny o udržení nejvyšší soutěže. V kvalifikaci však neuspěl.